# 善通寺市立西中学校
善通寺市立西中学校（ぜんつうじしりつ にしちゅうがっこう）は、香川県善通寺市文京町2丁目にある公立（市立）の中学校。

## 概要

### 学校教育目標
- 互いに支え合い、高め合う生徒

### 生徒
- 全校生徒 : 278人（普通学級 :9クラス、特別支援学級 : 3クラス）
  - 1年生 : 89人
  - 2年生 : 99人
  - 3年生 : 90人

2018年（平成30年）5月1日現在

### 教員
- 本務教員 : 31人
- 本務職員 : 1人

2018年（平成30年）5月1日現在

## 沿革
- 1947年（昭和22年）4月 - 善通寺町立善通寺中学校として開校。
- 1956年（昭和31年）4月 - 現名称（善通寺市立西中学校）に改称。
- 1968年（昭和43年）4月 - 文部省より「生徒指導」研究推進校に指定。
- 1973年（昭和48年）9月 - 学校給食を開始。
- 1981年（昭和56年）4月 - 文部省より「心身障害児童理解推進研究」指定。
- 1995年（平成07年）9月 - 善通寺中学校創立50周年記念式典並びに善通寺市立西中学校創立40周年記念式典を開催。
- 2005年（平成17年）4月 - 文部科学省より読書活動優秀実践校表彰を受賞。
- 2018年（平成30年）4月 - 文部科学省より「道徳教育地域支援委託事業」研究指定。

## 通学区域が隣接している学校
- 善通寺市立東中学校
- 多度津町立多度津中学校
- 三豊市立三野津中学校
- 三豊市立高瀬中学校